# 隷属への道
『隷属への道』（英: The Road to Serfdom）は、1944年にオーストリア学派の経済学者・哲学者、フリードリヒ・ハイエクによって著された政治学書である。

## 概要
中央計画経済が必然的な結果としてもたらされる国民生活全体の隷属について警告する内容であり、同時に個人主義や古典的自由主義の放棄も同じく隷属を招くと主張している。本書によって、ハイエクは当時イギリスの学界で一般的であった社会主義(国家社会主義)に対抗する思想としてのファシズム観の転回を試みる。ハイエクによれば、社会主義とファシズムは国家の個人に対する優越を主張する点および、市場の代わりに中央計画経済を導入する点において同根の思想であった。
1944年の出版以来、『隷属への道』は200万部を超える売上を記録し、市場自由主義を代表する著作であり続けている。
当初、『隷属への道』はハイエクの論文『理性の濫用と衰退についての研究』の第二巻の普及版として企画され、題名は19世紀の自由主義者アレクシ・ド・トクヴィルの著作『road to servitude』に由来していた。第二次世界大戦中の1944年3月に初版がラウトレッジから出版されたが、あまりの人気に戦時中の紙不足も相俟ってたちまち入手困難となり、ハイエク自身をして「幻の本」とまで言わしめた。1944年9月にはシカゴ大学出版局がアメリカ合衆国に於て出版し、こちらも非常な好評を博した。 1945年4月、マックス・イーストマンの編集によってアメリカのリーダーズ・ダイジェスト誌が要約版を刊行し、学界を越えて大衆の手許に『隷属への道』を届けた。
『隷属への道』は20世紀の保守主義と自由至上主義、そして経済学・政治学の両面に重要な影響を及ぼした。現在においても、評論家らによる引用が後を絶たない。

## 出版
経済活動が政治権力の監督下に入り自由に操縦されるようになれば、国民は奴隷とほとんど変わらないような隷従のもとに置かれることだろう。たとえば、たった1人の雇用主しかいない国家においては、彼に対する反逆は餓えと緩やかな絶命しかもたらさないはずだ。『隷属への道』計画化と権力
本書は1944年3月、イギリス人の読者に向けてラウトレッジから、米国には9月にシカゴ大学出版局から出版された。この出版局は本書は900部から3,000部しか売れないだろうと予想していたが、実際には初版の2,000部はたちまち完売し、6ヶ月以内に延べ30,000部を売り上げた。2007年の時点で、出版局は350,000部以上が販売されていると推計した。
1945年4月、20頁に要約された普及版は数百万部が初版で印刷され、リーダーズ・ダイジェストによって刊行された。1945年と1946年には、95頁の要約版も続いて刊行されている。1945年2月には"Look"誌より劇画化版が刊行された。これは後にパンフレットの形で纏められ、ゼネラル・モータースによって広く配布された。『隷属への道』は、約20の言語に翻訳された。本書は「あらゆる政党の社会主義者たち」へ捧げられており、50周年記念版のまえがきは1976年のノーベル経済学賞を同時に受賞したミルトン・フリードマンの手によって記された。
2007年、シカゴ大学出版局は『F.A.ハイエク全集』の第2巻として「決定版」が刊行された。2010年6月、テレビ番組"Glenn Beck Program"が本書を紹介したため、一躍アマゾンの書籍ランキング第1位に躍り出た。その日以来、『隷属への道』は電子書籍版と併せて250,000人の新たな読者を獲得している。

## 構成
- 序論
(Introduction)
- 第1章 - 見捨てられた道
(Chapter 1 - The Abandoned Road)
- 第2章 - 偉大なユートピア
(Chapter 2 - The Great Utopia)
- 第3章 - 個人主義と集産主義
(Chapter 3 - Individualism and Collectivism)
- 第4章 - 計画の「不可避性」
(Chapter 4 - The “Inevitability” of Planning)
- 第5章 - 計画化と民主主義
(Chapter 5 - Planning and Democracy)
- 第6章 - 計画化と法の支配
(Chapter 6 - Planning and the Rule of Law)
- 第7章 - 経済統制と全体主義
(Chapter 7 - Economic Control and Totalitarianism)
- 第8章 - 誰が、誰を？
(Chapter 8 - Who, Whom?)
- 第9章 - 保障と自由
(Chapter 9 - Security and Freedom)
- 第10章 - なぜ最悪の者が指導者となるのか
(Chapter 10 - Why the Worst Get on Top)
- 第11章 - 真実の終わり
(Chapter 11 - The End of Truth)
- 第12章 - ナチズムの基礎としての社会主義
(Chapter 12 - The Socialist Roots of Naziism)
- 第13章 - われわれの中の全体主義者
(Chapter 13 - The Totalitarians in Our Midst)
- 第14章 - 物質的条件と道徳的理想
(Chapter 14 - Material Conditions and Ideal Ends)
- 第15章 - 国際秩序の今後の展望
(Chapter 15 - The Prospects of International Order)
- 結論
(Conclusion)

## 概略
本書が出版されるまでファシズムやナチズムは社会主義に対する反対として理解されていたが、ハイエクはそれらの本質的な同一性を明らかにしようとする。19世紀に自由主義批判が強まると、ドイツ思想界では自由の計画化と呼ばれる試みが提唱されるようになった。それは市場という社会の自律的な調整機能を廃止し、特定の目標に対して社会の諸力を意識的に指導する社会主義であり、それは欠乏や貧困からの自由を掲げながら自由主義者に受容されていった。
社会主義の理念を達成するためには生産手段の私有廃止や指導機関による経済計画の導入が必要である。この方法をハイエクは計画化と呼び、これは市場における競争に対する敵意に基づいていると指摘する。また敵対関係ではなく協力的経済活動の計画化は、完全な知識・情報を持っているものが自分達は正しいという前提に立って経済だけに留まらない社会的影響を伴うものであり、結果として経済統制は全生活の統制となり、選択の自由は失われてしまう。
つまり政治的選択肢として考えられるものとは、各自が一般的な基準に従いながら妥当な分け前を獲得できる体制と、それができない体制という選択肢ではなく、少数の計画者によって分け前が決定される体制と少なくとも一部分は個人や企業によって決められる体制の選択である。計画化を主張する意味においてナチズムやファシズム、社会主義は同一の立場であり、これらは経済に対する政治の優越を前提としている。ハイエクは計画化とは少数の権力者に対する屈服であり、市場に基づいた自由こそが文明の発展には不可欠であると論じる。

## 論評
「自由」という言葉の意味のすり替えは、どんな主張でももっともらしく聞こえるようにするための手段として行われた。かつて、「自由」という言葉は強制からの自由、他者による支配からの自由、個人に望まない命令への服従を余儀なくさせる束縛からの自由を意味していた……しかし、新しい「自由」の意味するところは……「富の平等な分配」という古くからある要求の言い換えにすぎない。『隷属への道』偉大なるユートピア,原著p.77
経済学者ジョン・メイナード・ケインズは、本書について「私が思うに、これは偉大な著作だと思う……道徳的にも哲学的にも、私は全面的に本書に同意を与えたい…ただ同意したというだけでなく、感動を込めて賛成の意を表明したい」と述べた。しかし、ケインズはハイエクの哲学が実用的だとは考えていなかった。同じ手紙の後半で、ケインズは「しかし必要なことは、財政政策を君が言うとおりに放任することではなく―その結果は君を絶望させるのに十分なものになるだろうから―それどころか、いっそう拡大させることだ。君にとって最大の実際的な危険は、君の哲学をアメリカで実践に移し、そして失敗することだと思う」
ジョージ・オーウェルは『隷属への道』を批判と賞賛の両方をもって迎えた。「ハイエクの論文の問題点は、あまりにも多くの真実を語りすぎているということにある。常人にはとうてい考えつきもしない―少なくとも、集産主義と民主主義は両立し得ない、という点については十分に指摘されてこなかった。それどころか、少数の残虐な専制者たちに、あのスペインの審問官でさえ想像し得なかったような力を与えることになる」一方で、オーウェルはこうも警告する。「しかし、自由競争への回帰は、一般大衆にとってはむしろいばらの道となるだろう。なぜなら、市場による虐待は、国家によるそれとは異なり誰にも帰責できないからだ」
ハイエクの著作は、1945年のイギリスの総選挙で引用されるに十分な知名度を博していた。ハロルド・マクミランによれば、ウィンストン・チャーチルは「労働党が政権を獲得することによって、『隷属への道』で描かれたとおりの未来が訪れるかもしれない」と懸念し、その政見放送において「社会主義体制は、ゲシュタポのような組織が常に存在する体制への回帰を意味する」と主張した。対する労働党のクレメント・アトリー党首は、「チャーチルの言っていたことは、みなあのオーストリア人の受け売りにすぎない。戦時中だった1945年の総選挙において、保守党は1.5トンもの貴重な紙資源を消費して『隷属への道』を刷り続けたが、結局何の役にも立たず、選挙は労働党の大勝に終わった」と皮肉を込めて語った。
『隷属への道』は、ナショナル・レビュー誌における「20世紀のノンフィクション100選」において4位に輝いた。ニューヨークの出版社"Modern Library"による「読者が選ぶ20世紀100のノンフィクション」においても16位に輝いた。イギリスの詩人マーティン・セイモア=スミスによる「歴史上もっとも影響力のある本１００」にも入選し、2006年の「あらゆる共和党議員必読の書:人文科学」においては一位の座を射止めた。
ミルトン・フリードマンは、本書を「ハイエクの『隷属への道』は、まるでアダム・スミスのような役割を(すなわち、20世紀末の社会主義の崩壊、すなわち市場主義の勝利と、それに続いて世界の一連の社会主義的政策が変化したということだ)果たした」と評している。
歴史家のAlan Brinkleyは「2冊の本の出版は…まず知識階級(とその他多くの庶民)の間で拡がりつつあった全体主義についての懸念を加速させた。第一の書は、 ジェームズ・バーナムによる『大戦と経済秩序の変革――経営者革命論』であった。第二の書はF.A.ハイエクによる『隷属への道』であったが、こちらは飛躍的に影響力が強く、論争を呼び起こした。ハイエクはバーナム以上に、民主主義と福祉国家の両立性についての強い疑問を提起した。バーナムとハイエクの問いかけに応えて、リベラル派はいっせいにジェファーソン流自由主義に流れ込み、アメリカに新しい政治文化を確立した。もともとは福祉国家志向であったアメリカのリベラル派にとって、これは小さくない転機であった」とした。

## 批判
『隷属への道』は様々な場面において批判の対象となった。
社会経済学者のカール・ポランニーはハイエクに真っ向から反対する説を展開した。自由市場こそが社会秩序を脅威に直面させており、繰り返される不況とバブルの崩壊こそが独裁者の出現をもたらしていると主張した。
フェビアン社会主義者のハーマン・ファイナーは『反動への道』と題する書物を1946年に刊行し、ハイエクに対する反論を試みた。ハイエクは『反動への道』を「現代のアカデミズムを象徴する中傷と罵倒の好例」として切り捨てた。
バーバラ・ウットンはハイエクから『隷属への道』の草稿を贈られ、反論として『計画における自由』を著した。『計画における自由』の前書きは『隷属への道』に言及した上で、「本書における議論の大部分は、ハイエク博士が多くの著書で示した見解に対する批判である」としている。『計画における自由』の主な内容は「よく検討された計画経済には現在イングランドやアメリカで受容されている自由の概念と根本的に相容れない部分など存在しない。とりわけ、市民権は侵されることがない。我々がそれを望みさえすれば、個人と文化的集団の自発的な目的追求を
妨げない計画経済体制は可能である」というものであった。ウットンはハイエクが「計画経済は”必然的に”隷属を招く」と主張した点を批判し、彼女によれば、それは数多く考えられる帰結の中の1つにすぎない。彼女は「計画経済が悪魔のような者による専制をもたらすと思い込み、その反対に天使らによって閣僚の座が占められるという可能性を検討しないのは賢明とはいえない」と述べた。ウットンは計画経済が専制を伴いうることを認めつつも、自由とも共存しうるということを示そうとした。彼女の著作は、「計画経済と自由主義の幸福な結婚は可能であり、また、我々はそれを導くことができる」との結論によって結ばれている。
シカゴ経済大学の創始者であるフランク・ナイトは、『計画における自由』は『隷属への道』に反していると批判し、前者をレビューして以下のように述べた。「繰り返しになるが、ウットンの著書にはハイエクの『隷属への道』を論理的に批判する力などない。ハイエクの著書はよほど正確で、立場としても筋が通っている」
マルクス主義者のポール・スウィージーは1953年のレビューにおいて、ハイエクの説によればもし乳母車が過剰生産に陥ったとき、政府はそれらを倉庫にしまったり減産したりするのではなく、乳母車の数だけ子供を産むように国民に命令するということになると冗談交じりに批判した。サイバネティックスを専門としたスタッフォード・ビーアは1974年、CBC Masseyにおける講義『自由をつくる－知的かつ適応的な計画化は自由をもたらす－』において、この問題についてハーバート・サイモンとアルバート・アンドーよる解体可能な経済階層システムについての研究成果を示しつつ、経済システムによってすべてが制御されるわけではないという見解を示した。
ジェフリー・サックスは自由市場主義よりも、むしろ税率の高い福祉国家のほうが高いパフォーマンスを示していることを経験論的に示した。この説はウィリアム・イースタリーによって反駁されたが、サックスはさらに反駁した。
Eric Zenceyはハイエクの自由市場を天然資源の無限性を前提にしているとして批判した。もしその利用量が上限に達したとき、必要とされるのは効果的な規制を発動できる中央計画政府に他ならないと論じた。「社会主義者が主張するように貧困と不正義を最小化するものであれ、文明が浪費する資源を最小化するものであれ、やはり我々が必要としているものは中央計画である」

### リバタリアンおよび保守主義者からの批判
ミーゼス研究所のリバタリアン・無政府資本主義者ウォルター・ブロックは『隷属への道』における自由市場と自由放任への信頼は生ぬるいとして、「一部のリベラル派が固執している、特定のルールの市場原理に対する優越よりも悪いということにはならないだろう」と述べた。本書において、ハイエクは政府には貨幣システムを制御し（後に撤回する）、労働時間を制限し、社会福祉と情報の流通システムを整備する任務があるとしている。しかしブロックはこれを「社会主義に対抗したように見せかけて、ハイエクは彼の哲学的立場ゆえに数々の妥協を重ねている。こうした妥協のシステムが自由市場より先に導入されれば、彼が明確に反対した社会主義のシステムとさほど違わない結果しか生まないだろう」と切り捨てた。
ゴードン・タロックはハイエクの分析を20世紀後半の全体主義体制を想定したものに過ぎないとし、GDPの63％を政府が支配するスウェーデンを持ち出して『隷属への道』を批判した。タロックは本書を批判し、「すでに誤りであることがわかっている想定を利用しており、スウェーデンのように優れた政府のシステムが導入されれば計画経済が政治的自由を脅かすことはない」とした。一方でタロックは古典的自由主義経済には好意的であり、「政治的自由は、経済的自由と同程度には強調されている。十分論じ尽くされたので、新しく補強する必要はない」と評した。しかしロバート・スキデルスキーによれば、ハイエクは「こうした回顧的な反論から我が身を守ることばかり考えている」ものの、スキデルスキーはハイエクの議論の妥当性を認めつつ「1970年までの間に、福祉主義国家における多くの落とし穴の存在が証拠的に示唆されていた。そこにサッチャーが現れた。ハイエクの功績はサッチャーの決断を後押しし、英国をその病から救い出したことだ」と評した。

## 日本語訳
- 一谷藤一郎・一谷映理子訳 『隷従への道――全体主義と自由』（東京創元社、新装版1992年）、ISBN 4488013031
  - 初版は、一谷藤一郎訳、東京創元社、1954年／改版、同・現代社会科学叢書、1979年
- 西山千明訳 『隷属への道』（春秋社、1992年、新装版「ハイエク全集 別巻」、2008年）、ISBN 4393621824
- 村井章子訳 『隷従への道』（日経BP社「日経BPクラシックス」、2016年)、ISBN 482225173X